# Konan Destylator
Konan Destylator – zbiór opowiadań Andrzeja Pilipiuka, wydany nakładem wydawnictwa Fabryka Słów w 2016 roku. Jest to ósmy tom cyklu opowieści o Jakubie Wędrowyczu.

## Opowiadania
Zbiór zawiera 16 opowiadań:
- Niebieskooki ninja
- Szkolne wspominki
- Profesor Kramarz
- Budzik
- Rurka
- Konan Destylator
- Gruba kreska
- Róg obfitości
- Zamiana
- Klątwa
- Stalkerzy
- Źródło
- Trudny teren
- Ufoki
- Labirynt obciachu
- Krwiopijca